# オートマトン (アルバム)
『オートマトン』（Automaton）は、2017年にリリースされたジャミロクワイの8枚目のスタジオ・アルバム。

## 概要
- 前作『ロック・ダスト・ライト・スター』から7年振りにリリースされた。

### ヘッドギア

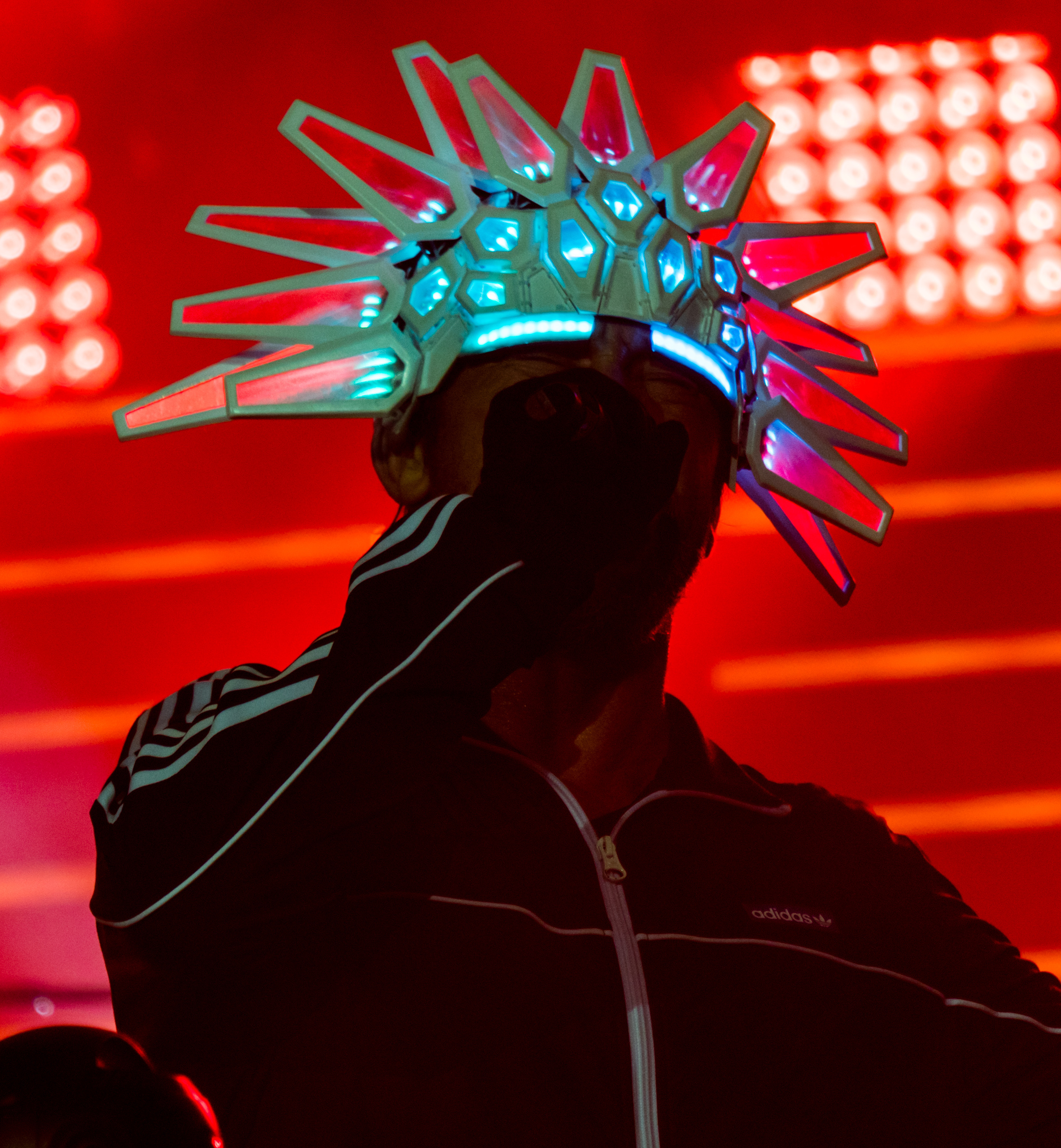
ヘッドギアを着けて歌うジェイ（2017年）

- ジャケット写真やAutomatonのミュージックビデオで使用したウォーボンネットヘッドギアは25本のモーター付きの羽がついており、イタリア人のエンジニアが帽子部分のモーターを設計し、ドイツ人エンジニアのモーリツ・ヴァルデマイヤーが手元のリモコンで羽の角度や色を制御できるプログラムを開発した[2]。開発費は約25000ユーロだった[2]。スペアのヘッドギアも作成してあるという[3]。イタリア人エンジニアはミュージックビデオにも登場している(ジェイ・ケイに後ろからヘッドギアを被せる白衣の男)。
- 2023年6月6日、前述の電動ヘッドギアを紛失してしまったため見つけた人にはジャミロクワイが謝礼を支払うと発表された[4][5]。ヘッドギアが壊れたので修理に出そうとキングズ・クロス駅からルートン駅行きの電車で運ぶ際、紛失してしまった。持ち運びにはオレンジ色の防水のプラスティックケースにしまっている事も明かされた。
- 2023年9月21日、忘れ物預かり所にてジャミロクワイ関係者が無事にヘッドギアを受け取ったと発表された。ヘッドギアを見つけて駅に届けてくれた人物は不明であるため、公式SNSでお礼が述べられるに留まり謝礼に関する言及はなかった。持ち運び用のケースはペリカンプロダクツ社（英語版）製のものである事も明かされた[6]。

### シングル
- シングルのMVは全てチャーリー・ライトニングによって監督された。
- アルバムから2枚目のシングルとして発売された「Cloud 9」のMVでは相手役にモデルのモニカ・クルズを起用[7]。
- 楽曲「Nights Out In The Jungle」はエイミー・ワインハウスへの共感を曲にしているそう。ケイは何度かワインハウスと共演しており、同じくアルコールと薬物に溺れながら多忙な日々を送りステージに立った過去がある[8][9]。ワインハウスが真っ当に歌えない体調と精神状態であったとき(詳細はエイミー・ワインハウスの2011年6月18日の記述参照)、そのような状態でステージに立てば必ずスキャンダルになる事はわかっているにもかかわらず中止の決断をせず、逆に「大丈夫だ。君ならできる」と言いくるめてステージに立たせ、ミュージシャンを見せ物のように扱った関係者に憤りを感じていると語られた[9]。

### その他の楽曲
- 楽曲「Summer Girl」と「Carla」はケイの娘たちの事を歌っている[9]。
- 楽曲「Something About You」と「Vitamin」は女性との関係を歌っている。ケイの結婚生活の事と予測されるが断定発言はされなかった[9](妻は芸能人ではなく一般人である)。

## 収録曲
| #   | タイトル                                                           | 作詞・作曲                 | 時間 |
| --- | ------------------------------------------------------------------ | -------------------------- | ---- |
| 1.  | 「シェイク・イット・オン」(Shake It On)                            | ジェイ・ケイ、Matt Johnson | 5:14 |
| 2.  | 「オートマトン」(Automaton)                                        | ケイ、Johnson              | 4:47 |
| 3.  | 「クラウド9」(Cloud 9)                                             | ケイ、Johnson              | 3:56 |
| 4.  | 「スーパーフレッシュ」(Superfresh)                                 | ケイ、Johnson              | 3:48 |
| 5.  | 「ホット・プロパティ」(Hot Property)                               | ケイ、Johnson              | 4:31 |
| 6.  | 「サムシング・アバウト・ユー」(Something About You)                | ケイ、Johnson              | 3:58 |
| 7.  | 「サマー・ガール」(Summer Girl)                                    | ケイ、Johnson              | 5:31 |
| 8.  | 「ナイツ・アウト・イン・ザ・ジャングル」(Nights Out in the Jungle) | ケイ                       | 5:09 |
| 9.  | 「ドクター・バズ」(Dr Buzz)                                        | ケイ、Johnson              | 6:01 |
| 10. | 「ウィ・キャン・ドゥ・イット」(We Can Do It)                       | ケイ、Johnson              | 4:06 |
| 11. | 「ヴァイタミン」(Vitamin)                                          | ケイ、Johnson              | 4:26 |
| 12. | 「カーラ」(Carla)                                                  | ケイ、Johnson              | 5:33 |

| #   | タイトル                                       | 作詞・作曲    | 時間 |
| --- | ---------------------------------------------- | ------------- | ---- |
| 12. | 「ナイス・アンド・スパイシー」(Nice and Spicy) | ケイ、Johnson | 4:41 |